# Gongsun Ao
Gongsun Ao fue un general y comandante durante la  dinastía Han Occidental de China. Se destacó por su participación en las campañas imperiales contra el Xiongnu, confederación de pueblos nómadas de las estepas orientales, generalmente diseminados a lo largo del territorio de la actual Mongolia. Murió en el año 96 a. C.

## Vida
Gongsun Ao era de Beidi, que actualmente se encuentra en el moderno Heshui, Gansu. Gongsun Ao era conocido por ser un hábil jinete y arquero. Entró en servicio en el palacio imperial como caballero y participó en pequeñas campañas durante el reinado del  emperador Jing. Gongsun Ao se hizo amigo de Wei Qing después de rescatarlo de la custodia de la princesa Liu Piao, hermana mayor del emperador Jing, en 138 a. C.; Liu era la madre de la emperatriz Chen Jiao, que entonces estaba locamente celosa de Wei Zifu, la hermanastra de Wei Qing, que tenía el favor del  emperador Wu de Han. Gongsun Ao fue ascendido a un puesto más alto como Gran Maestro Superior del Palacio.
Ao más tarde participó en las muchas campañas de Wei Qing contra el Xiongnu. Por ejemplo, lideró a 15 000 soldados de caballería en una de las primeras campañas, pero no se enfrentó a los hunos después de viajar una distancia de 2000 li. Dos años más tarde, volvió a formar parte de otra campaña liderada por Li Guang, procedente de Yanmen, con 10 000 guerreros de caballería y 30 000 de infantería. Durante las ofensivas de Yanmen en el año 129 a. C., él y Li Guang fueron duramente derrotados por los Xiongnu. Fueron acusados de traición. Los chinos también consideraban que tanto la captura como la derrota eran las mismas, por lo que Li Guang y Ao fueron sentenciados a muerte. Sin embargo se les permitió comprar su sentencia de muerte y se convirtieron en plebeyos.
En el año 124 a. C., Ao pudo demostrar sus habilidades marciales como comandante y se convirtió en Marqués de Heqi. En el verano del 121 a. C., Gongsun Ao se unió a Huo Qubing en un ataque contra el Xiongnu. Después de separarse de Huo, Ao y sus tropas se perdieron en el desierto. Mientras que Huo se ganó un gran renombre en la batalla más tarde, Ao fue sentenciado a muerte por no haberse reunido con Huo a tiempo. Una vez más, pagó una multa y fue degradado a plebeyo.
En el 97 a. C., comandó una división del ejército de Li Guangli y fue derrotado de nuevo. Fue condenado a muerte debido a que sus tropas sufrieron grandes pérdidas; logró escapar, pero más tarde fue detenido. En la primavera del 96 a. C., su esposa fue implicada en un caso de brujería, que a su vez lo implicó. Fue ejecutado con corte por la cintura, y su clan quedó exterminado.